# Kronoberg
Nota linguística: Não confundir grevskap (território governado por um conde) com län (subdivisão administrativa da Suécia).
O Condado de Kronoberg (em sueco: Kronobergs län;  pronúncia) é um dos 21 condados da Suécia.

Ocupa 2% da superfície total do país, e tem uma população de 203 317 pessoas (2024).                                                                                                                A sua sede administrativa (residensstad) está na cidade de Växjö.

## Etimologia e uso
O nome do condado vem do Castelo de Kronoberg, localizado na margem do lago Helgasjön, a norte da cidade de Växjö. 
A primeira menção conhecida ao embrião do futuro Condado de Kronoberg aparece por volta de 1552 como Cronobergz län. Formalmente o condado ganhou autonomia em 1674 e as suas fronteiras atuais em 1687.

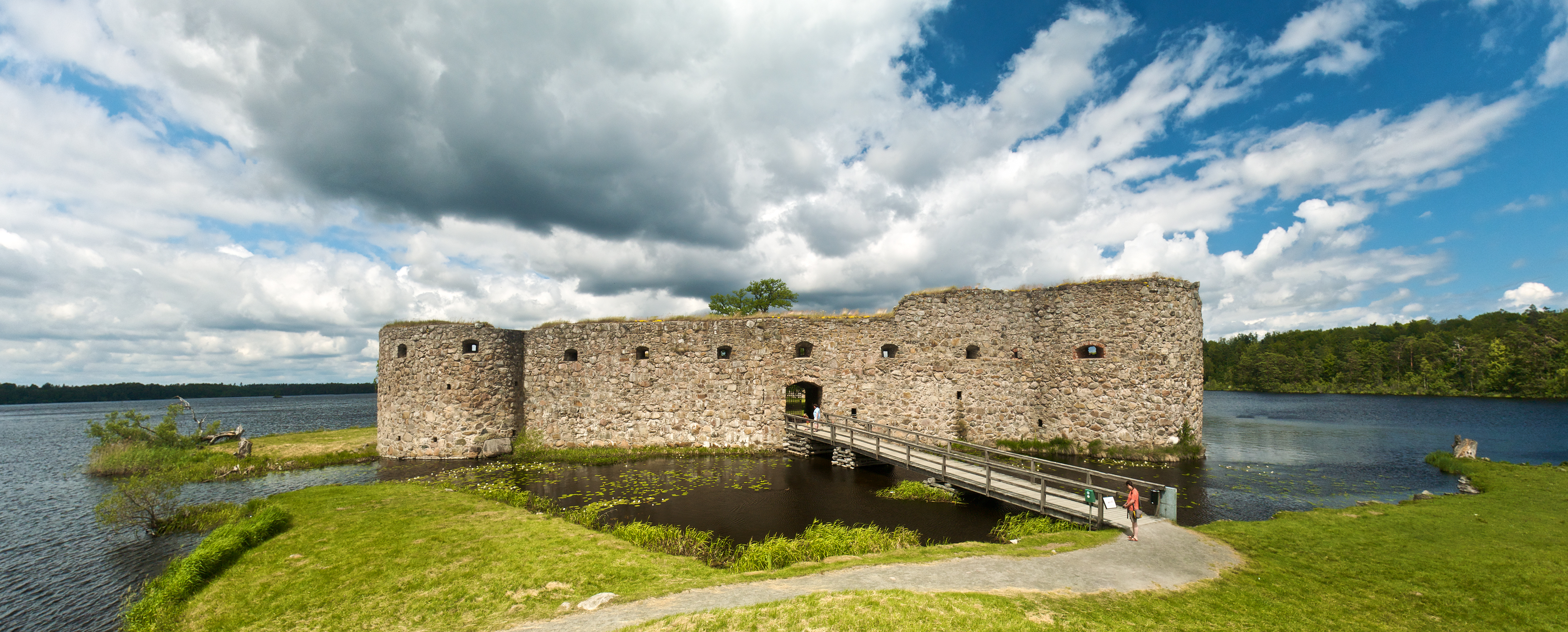
O Castelo de Kronoberg

## História
O condado foi fundado em 1674 e adquiriu praticamente a sua extensão atual em 1687.

### O condado atual e a província histórica
O Condado de Kronoberg é constituído pela parte sudoeste da província histórica da Småland.

 
O seu brasão foi criado em 1944 e está baseado no brasão da província histórica da Småland.

O Condado de Kronoberg
A Província histórica da Småland

### Brasão
O seu brasão foi criado em 1944 e está baseado no brasão da província histórica da Småland, com a diferença de o leão estar sobre um trimonte verde.

## Geografia
Kronoberg é um dos condados com mais florestas da Suécia. Existem igualmente numerosos lagos.

É um dos condados com menor densidade populacional do Sul da Suécia.

### Comunas

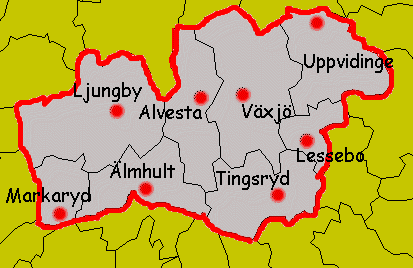

O condado de Kronoberg está dividido em 8 comunas (kommuner):

- Alvesta
- Lessebo
- Ljungby
- Markaryd
- Tingsryd
- Uppvidinge
- Växjö
- Älmhult

### Cidades e localidades principais
Os maiores centros urbanos do condado eram em 2020:

| Nr | Localidade | População |
| -- | ---------- | --------- |
| 1  | Växjö      | 71 282    |
| 2  | Ljungby    | 16 098    |
| 3  | Älmhult    | 11 003    |
| 4  | Alvesta    | 9 255     |
| 5  | Markaryd   | 5 123     |

### Educação

#### Ensino superior
- Universidade de Lineu (Linnéuniversitetet ; Växjö e Kalmar)

## Política e administração regional

### Órgão administrativo regional
Como subdivisão regional, o condado é chefiado por um governador (landshövding), nomeado pelo governo, e tem a missão de executar as tarefas administrativas do estado nesse mesmo condado, contando para tal com o ”Conselho Administrativo do Condado de Kronoberg” (Länsstyrelsen i Kronobergs län). 

### O condado e a região
No mesmo território do Condado de Kronoberg (län), opera a Região Kronoberg (region). Enquanto que o condado é um órgão administrativo – cujo governador é nomeado pelo estado, a região é um órgão político – eleito pelos cidadãos, e responsável pela gestão local da saúde, transportes, cultura, etc…

### O condado na União Europeia
No âmbito da União Europeia, o Condado de Kronoberg é uma unidade estatística do tipo (Nuts 3).

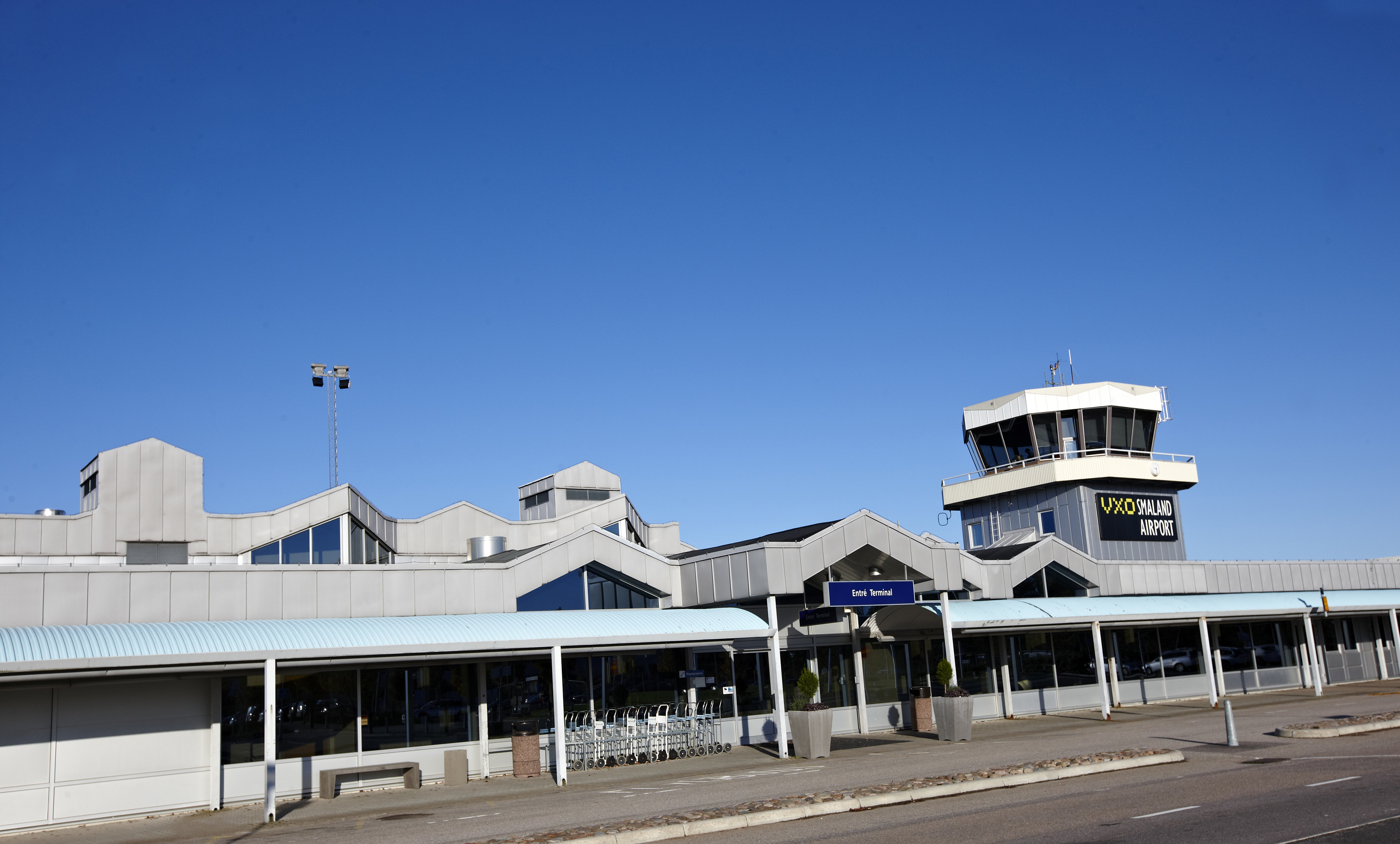
Aeroporto de Växjö Småland
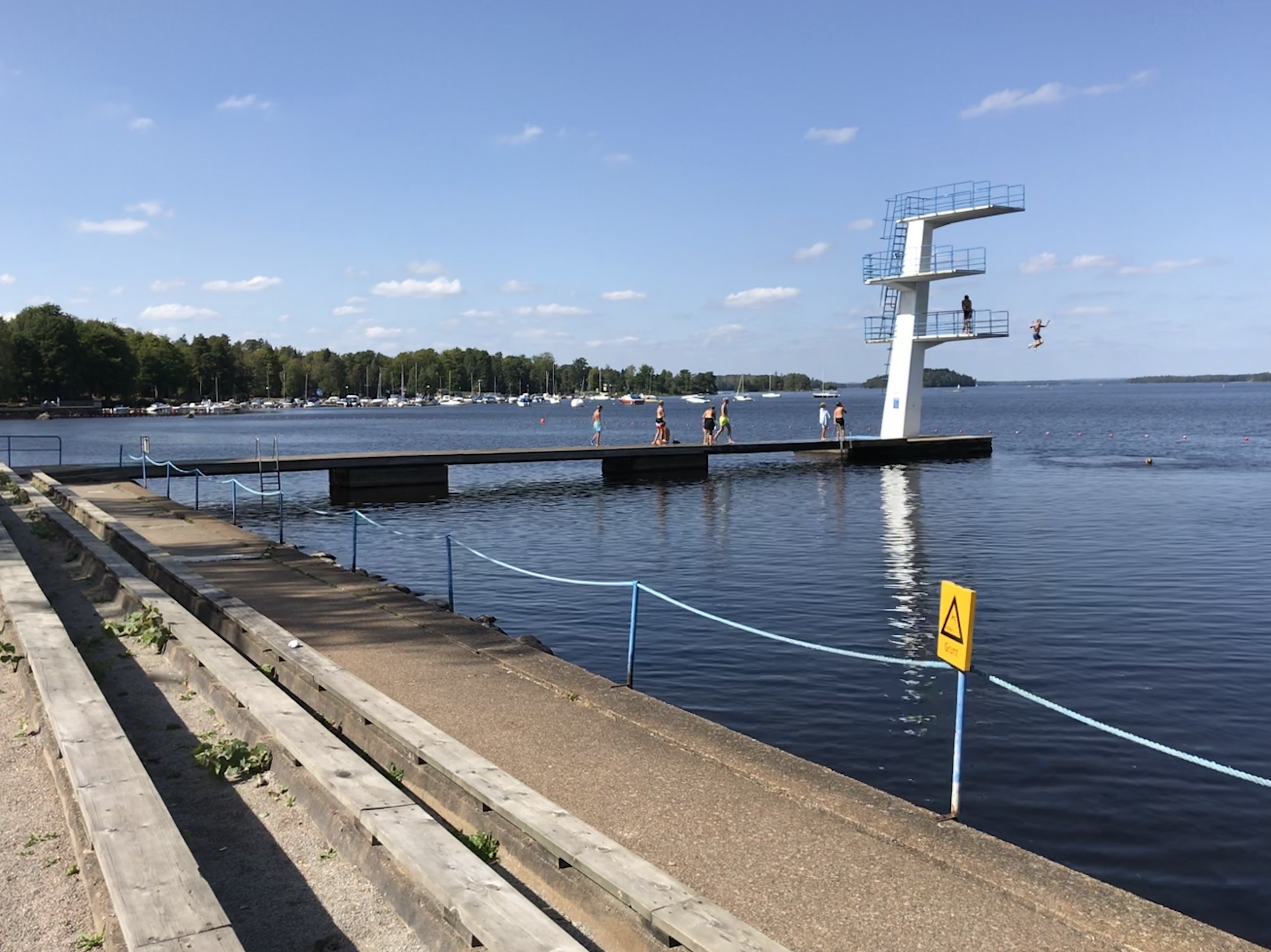
Praia no lago Helgasjön
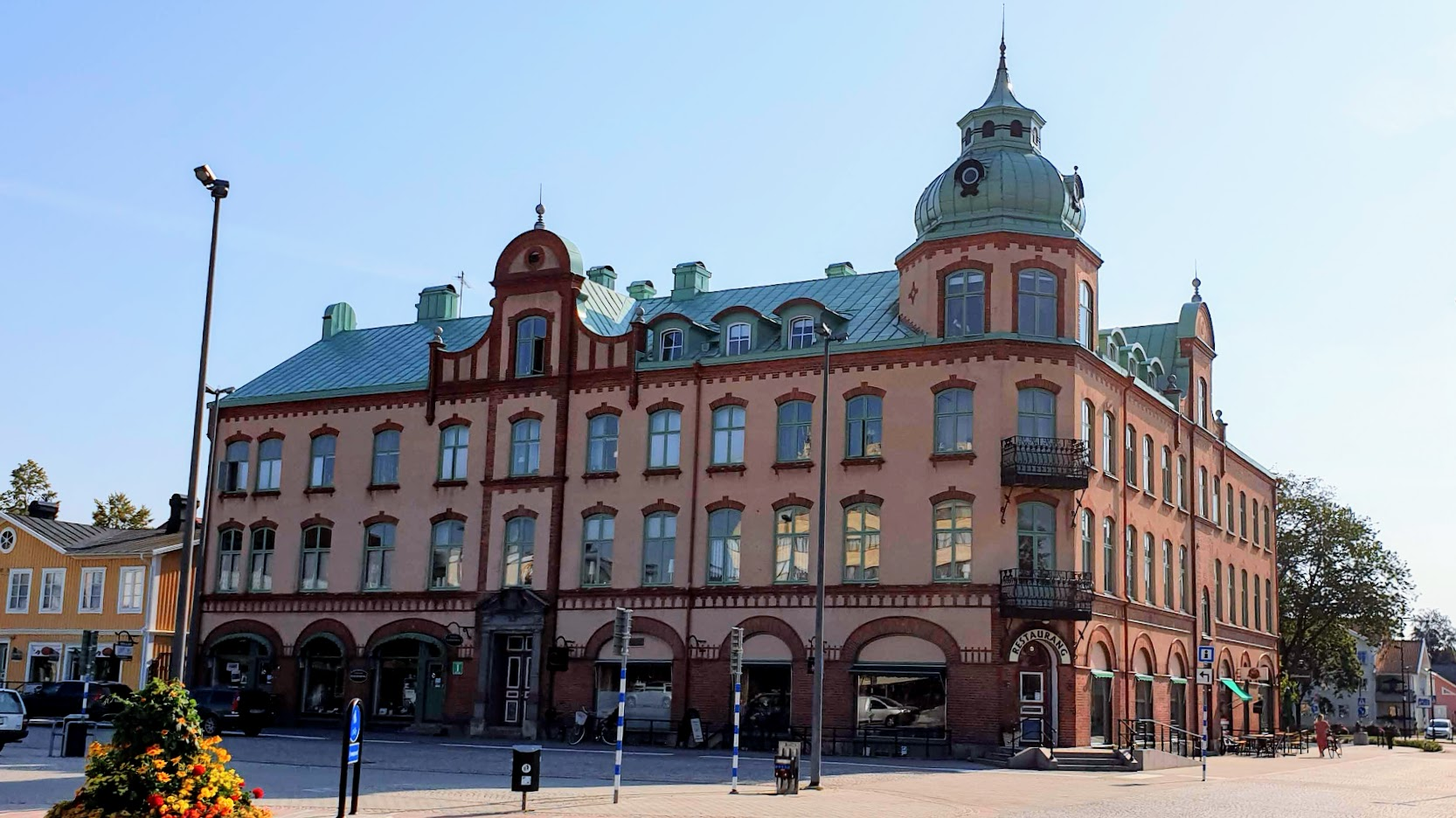
o edifício Tellushuset em Ljungby
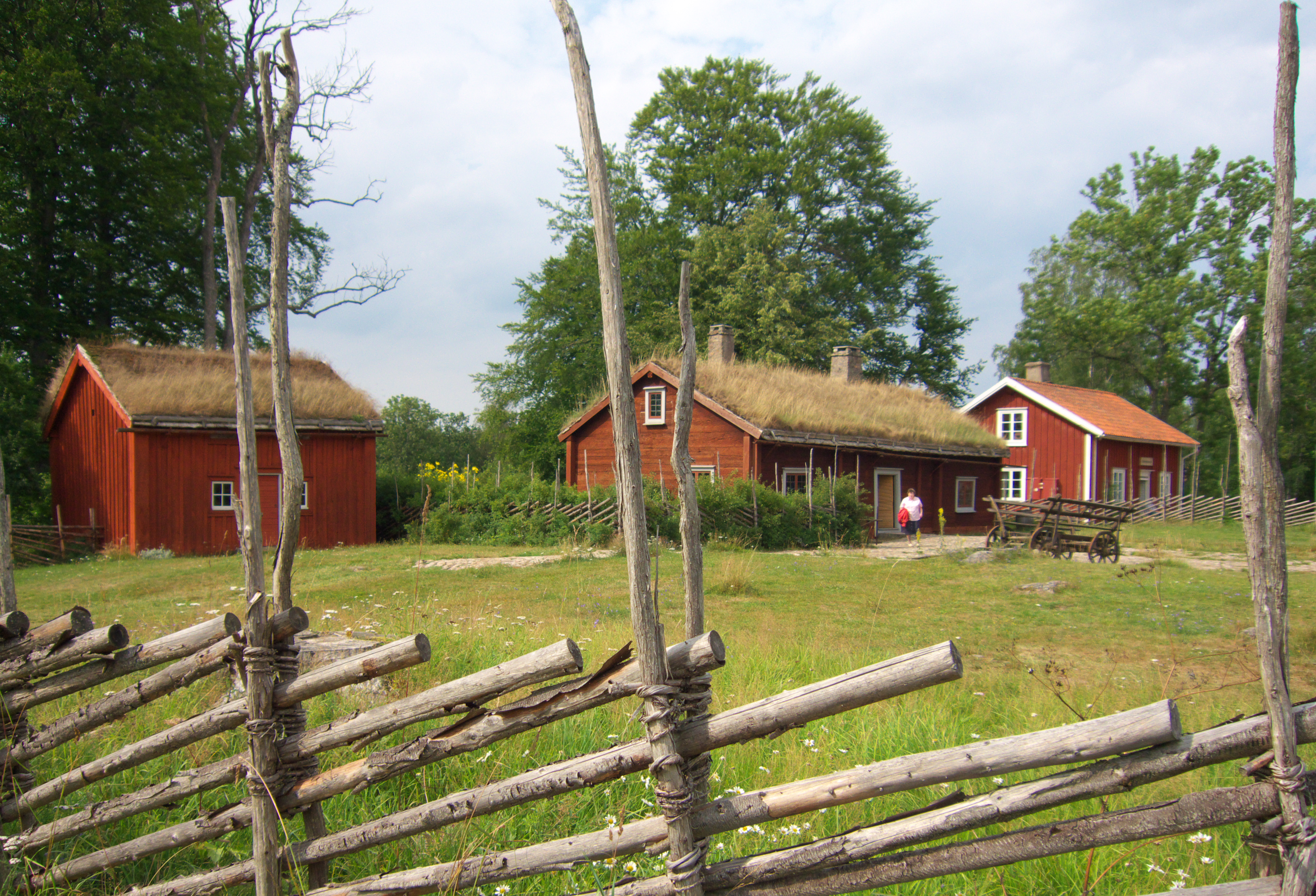
Casas tradicionais em Råshult